# مهد فيتري عمر
مهد فيتري عمر (بالملايوية: Mohd Fitri Omar) هو لاعب كرة قدم ماليزي في مركز الدفاع، ولد في 25 يونيو 1985 في سابق برنم في ماليزيا. شارك مع منتخب ماليزيا لكرة القدم. أما مع النوادي، فقد لعب مع نادي بينانق ونادي جوهر درول تقسيم 2 ونادي كلنتن.

## وصلات خارجية
- مهد فيتري عمر على موقع Soccerway.com (الإنجليزية)